# Pteraster obesus
Pteraster obesus is een zeester uit de familie Pterasteridae.
De wetenschappelijke naam van de soort werd in 1908 gepubliceerd door Hubert Lyman Clark.